# Ellen Hoog
Pour les articles homonymes, voir Hoog.
Ellen Marijn Hoog (née le 26 mars 1986 à Bloemendaal) est une joueuse de hockey sur gazon néerlandaise, sélectionnée en équipe des Pays-Bas de hockey sur gazon féminin à 204 reprises au 10 décembre 2015. 
Elle est sacrée championne olympique en 2008 et en 2012. Elle est aussi championne du monde en 2006 et 2014, vice-championne du monde en 2010, championne d'Europe en 2005, 2009 et 2011 et vice-championne d'Europe en 2007 et 2015.